# Etodolak
Etodolák je učinkovina iz skupine nesteroidnih protivnetnih zdravil, zaviralec ciklooksigenaze 2, ki se uporablja za zdravljenje revmatoidnega artritisa in osteoartritisa. V Sloveniji je na tržišču v obliki kapsul pod zaščitenim imenom Elderin.

## Mehanizem delovanja
Etodolak kot predstavnik nesteroidnih protivnetnih učinkovin zavira encim ciklooksigenazo, ki je vključen v sintezo prostaglandinov. Posledično lajša vnetje, bolečino in povišano telesno temperaturo. Raziskave po utrženju so pokazale, da izkazuje selektivnost za izoobliko encima ciklooksigenaza 2, podobno kot celekoksib in drugi zaviralci ciklooksigenaze 2 (koksibi).

## Indikacije
Etodolak se uporablja za zdravljenje vnetja in bolečin, ki jih povzročajo osteoartritis, revmatoidni artritis in juvenilni revmatoidni artritis. Uporablja se tudi pri zdravljenju poškodb mehkih tkiv, kot sta tendinitis (vnetje kit) in burzitis (vnetje sluznikov) ter za lajšanje menstrualnih krčev.

## Neželeni učinki
Najbolj pogosto opaženi neželeni učinki se nanašajo na prebavila. Pojavijo se lahko peptična razjeda, predrtje želodca ali krvavitev v prebavila, včasih s smrtnim izidom, zlasti pri starejših bolnikih. Poročali so tudi o primerih navzeje, bruhanja, driske, napenjanju, zaprtju, dispepsiji, trebušnih bolečinah, smolastem blatu (meleni), bljuvanju krvi (hematemeza), ulcerativnem stomatitisu, poslabšanju kolitisa in Crohnovi bolezni. Manj pogosto je bil opažen gastritis (vnetje želodčne sluznice). Pogosti neželeni učinki, ki prizadenejo druge organe, so prehodno povišanje jetrnih encimov, izpuščaj, ekhimoze (krvavitve v koži in sluznicah) ter srbenje, omotica, tinitus, vaskulitis, depresija, nervoza, mišični krči in glavobol, motnje vida, zamegljen vid, ovirano uriniranje (disurija), povečana pogostnost uriniranja.